# Muscolo depressore del setto nasale
Nell'anatomia umana il  muscolo depressore del setto nasale, o mirtiforme è un muscolo della parte inferiore del naso

## Anatomia
Si tratta di un muscolo mimico (ovvero che cambia l'espressione del viso), un fascio carnoso sottocutaneo che mobilizza la parte molle del naso. Gli altri muscoli mimici del naso sono il muscolo nasale e il procero; il depressore del setto è innervato dal VII nervo cranico.

M. depressore del setto

## Funzioni
Insieme alla parte alare del muscolo nasale ha la funzione di dilatare le narici.